# Louargat
Louargat (Bretons: Louergad) is een gemeente in het Franse departement Côtes-d'Armor (regio Bretagne). De plaats maakt deel uit van het arrondissement Guingamp. Louargat telde op 1 januari 2022 2.393 inwoners.

## Verkeer
Het dorp ligt langs de N12/E50 tussen Morlaix en Guingamp.
In de gemeente ligt de spoorweghalte  Belle-Isle - Bégard.

## Geografie
De oppervlakte van Louargat bedroeg op 1 januari 2022 57,23 vierkante kilometer; de bevolkingsdichtheid was toen 41,8 inwoners per km².
De onderstaande kaart toont de ligging van Louargat met de belangrijkste infrastructuur en aangrenzende gemeenten.

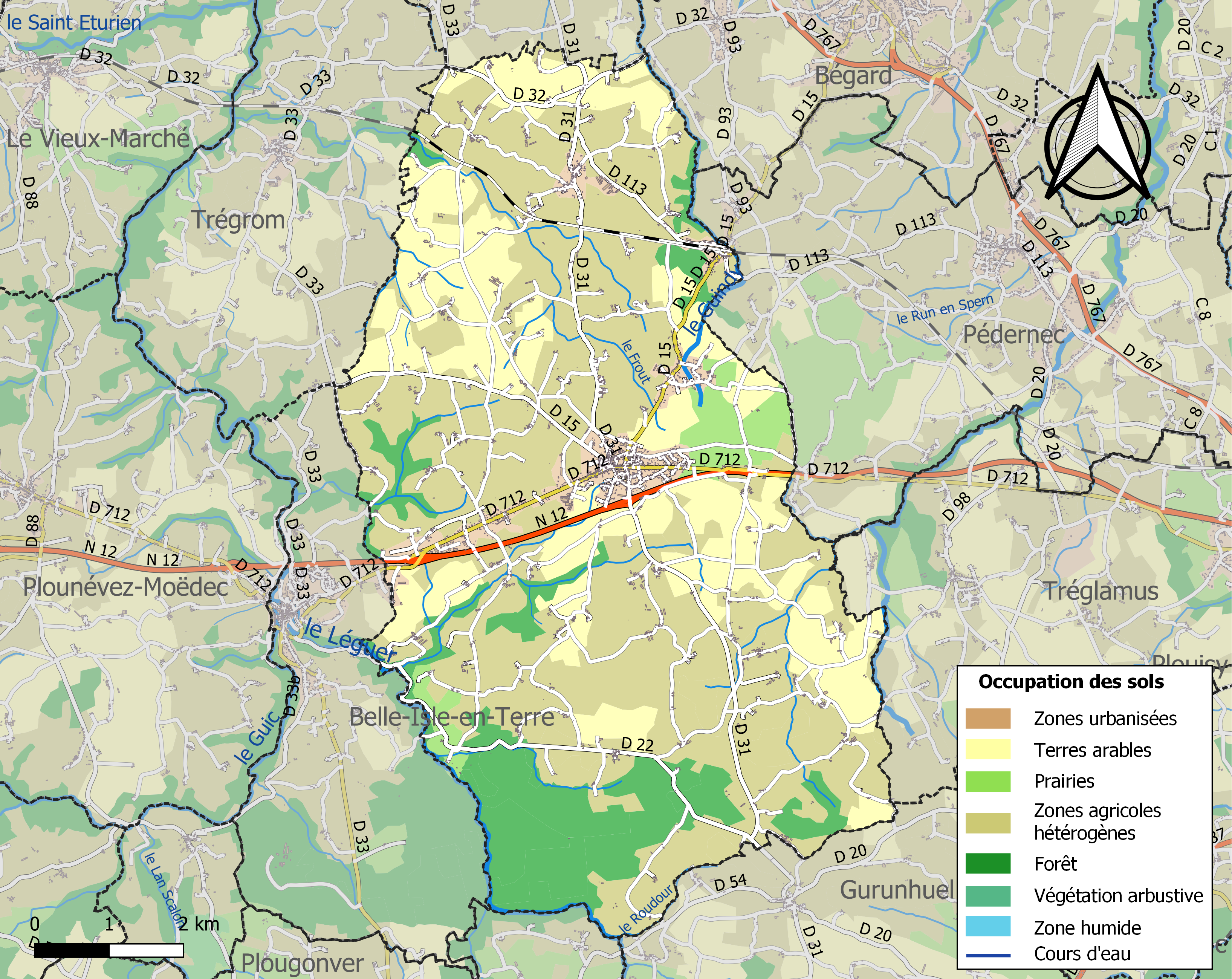

## Demografie
Onderstaande figuur toont het verloop van het inwonertal (bron: INSEE-tellingen).